# Ribeirão da Capivara
Ribeirão da Capivara är ett vattendrag i Brasilien.   Det ligger i delstaten Minas Gerais, i den sydöstra delen av landet, 500 km sydost om huvudstaden Brasília.
Omgivningarna runt Ribeirão da Capivara är huvudsakligen savann. Runt Ribeirão da Capivara är det mycket glesbefolkat, med 7 invånare per kvadratkilometer.